# Los pequeños extraterrestres
Return from Witch Mountain, también conocida como Los pequeños extraterrestres y Regreso de la montaña embrujada,  es una película de aventura y ciencia ficción estadounidense de 1978 producida por Walt Disney Productions. Fue escrita por Malcolm Marmorstein y está basada en personajes creados por Alexander Key, quien también escribió la novelización de la película para Disney. A la vez, es una secuela  de La montaña embrujada de 1975.
Ike Eisenmann, Kim Richards y Denver Pyle repiten sus papeles como Tony, La tia y el tío Bené: extraterrestres humanoides con poderes especiales, incluida la telepatía. y telequinesis. Los dos villanos principales son interpretados por Bette Davis como Letha Wedge, una mujer codiciosa que usa lo último de su dinero para financiar los experimentos científicos del Dr. Victor Gannon, interpretado por Christopher Lee.
Fue dirigida por John Hough, y la música original estuvo a cargo de Lalo Schifrin.

## Reparto
- Bette Davis como Letha Wedge
- Christopher Lee como Dr. Victor Gannon
- Kim Richards como la Tia Malone
- Ike Eisenmann como Tony Malone
- Jack Soo como el Sr. "Yo-Yo" Yokomoto
- Anthony James como Sickle
- Richard Bakalyan como Eddie
- Ward Costello el Sr. Clearcole
- Christian Juttner como Dazzler
- Brad Savage como Muscles
- Poindexter Yothers
- Jeffrey Jacquet como Rocky
- Stu Gilliam como Dolan
- William Basset como el operador de la oficina
- Tom Scott como el Monitor
- Helene Winston
- Albert Able como el ingeniero
- Denver Pyle
- Brian Part, Pierre Daniel como Goons
- Wally Brooks como hombre del taxi
- Mel Gold como el guardia de seguridad
- Bob Yothers como Cop
- Casse Jaeger
- Larry Mamorstein como el guardia
- Bob James
- Ruth Warshawsky como la chica en el auto
- Adam Anderson como el hombre del museo
- Rosemary Lord como mujer del museo
- Ted Noose como el policía
- Wally Berns

## Locaciones fílmicas
El rodaje comenzó el 11 de abril de 1977.
El lote por lo demás vacío, sobre el cual se encuentra el escondite de la mansión en ruinas de los niños, estaba en el patio del ferrocarril de Alameda Street en California, donde la Casa Rochester (una reliquia de la década de 1880) estaba esperando para su restauración y reubicación. La casa nunca fue restaurada y finalmente fue demolida en 1979.
Las escenas de la mansión del Dr. Victor Gannon, la ubicación de su laboratorio, se filmaron en Moby Castle en Durand Drive, Hollywood Hills, Los Ángeles.
Las escenas del túnel se filmaron en Fillmore and Western Railway en Fillmore, California, construyendo una estructura de túnel falsa. El falso túnel sigue en pie y se puede ver desde CA-126/Telegraph Road .
La secuencia del robo del lingote de oro fue filmada en el Museo de Historia Natural en Exposition Park , Los Ángeles. El edificio que da al jardín de rosas del parque se utilizó para las tomas exteriores del museo. La escena en la que el minibús de Yokomoto se vuelca y rompe una boca de incendios fue filmada cerca del puente de Sunset Boulevard y la intersección del paso subterráneo de Glendale Boulevard, en el distrito de Echo Park.

## Formato en vídeo casero
Los pequeños extraterrestres se lanzó en VHS en abril de 1986. Se lanzó por primera vez como DVD de edición especial el 2 de septiembre de 2003, se relanzó en DVD en una colección de dos películas junto con Escape to Witch Mountain (1975) el 5 de septiembre de 2006 y relanzado como parte de la línea Walt Disney Family Classics el 10 de marzo de 2009.
El 13 de octubre de 2015, Los pequeños extraterrestres se lanzó en Blu-ray como un título exclusivo de Disney Movie Club.